# Onibaba – Die Töterinnen
Onibaba – Die Töterinnen (jap. 鬼婆, Onibaba, deutsch wörtlich „Dämon alte Frau“) ist ein in Schwarzweiß gedrehtes japanisches Filmdrama des Regisseurs Kaneto Shindō aus dem Jahr 1964. Visuell verarbeitet der Film unter anderem Elemente des Nō-Theaters und des Horrorfilms.

## Handlung
Während eines Bürgerkrieges im Japan des 14. Jahrhunderts müssen eine junge Frau und deren Schwiegermutter ohne ihren Mann bzw. Sohn auskommen. Da sie die Felder alleine nicht bestellen können, überfallen sie verletzte und ahnungslose Samurai, töten sie und verkaufen deren Ausrüstung an einen Waffenhändler. Die Leichen entsorgen sie in einem großen Loch inmitten eines Chinaschilf-Sumpfes, in dem sie auch leben. Im Lauf des Films erfährt man nie ihre Namen.
Eines Tages kehrt ihr Nachbar Hachi aus dem Bürgerkrieg zurück und berichtet, dass der Mann/Sohn ums Leben gekommen ist. Hachi zieht in seine alte Hütte in der Nachbarschaft ein. Er wirft ein Auge auf die junge Frau. Als die beiden eine zunächst verheimlichte Affäre beginnen, zerbricht das Verhältnis des Mädchens zu ihrer Schwiegermutter. Die alte Frau ist eifersüchtig und fürchtet um ihre Existenz, weil sie alleine die Lebensunterhalt sichernden Raubmorde nicht durchführen kann.

Als ein Samurai mit einer dämonischen Hannya-Maske sich nachts in der Sumpflandschaft verirrt, zwingt er die Alte, ihn herauszuführen. Doch sie überlistet ihn, indem sie ihn durch das Schilf zum Loch führt, in das er stürzt. Sie raubt ihn wie üblich aus und bemächtigt sich der Maske. In harmlosen Gesprächen überzeugt die alte Frau ihre Schwiegertochter zunächst davon, dass es eine Hölle gebe, in der der Buddha die Seelen wegen ihrer körperlichen Leidenschaften bestrafe. Mit der Maske und einem weißen Tuch wie ein Dämon verkleidet, lauert sie im Schilf ihrer Schwiegertochter auf ihrem Weg zu den nächtlichen Treffen mit Hachi auf. Tatsächlich kehrt die junge Frau, als sie den vermeintlichen Dämon sieht, in Panik und Schrecken wieder um. Beim dritten Mal herrscht ein starkes Gewitter, das Erschrecken der jungen Frau gelingt erneut. Nicht viel später offenbart die alte Frau jedoch ihre List, da die Maske zu sehr festsitzt und sich nicht mehr lösen lässt. Sie gesteht ihrer Schwiegertochter alles und fleht um Hilfe. Diese lässt sich das Versprechen geben, Hachi Tag und Nacht und ohne Vorwurf sehen zu können. Erste Versuche, die Maske zu lösen, scheitern. Durch härtere Schläge mit einem Hammer auf die Maske, auch trotz des Wehklagens der Alten, zerbricht diese in zwei Teile. Beim Abnehmen der einen Hälfte, schreit die junge Frau „Dämon!“ und flüchtet voller Panik, weil das Gesicht der Alten nun blutig und lepraartig aussieht. Offenbar blieben Teile der Gesichtshaut an der Maske haften. Die alte Frau bemerkt die Entstellung nicht, reißt sich die zweite Hälfte ab, schreit glücklich „Sie ist ab!“ und folgt ihrer Schwiegertochter durchs Schilf, immerzu den Satz rufend, den der Samurai, dem sie die Maske abgenommen, zu ihr sagte, bevor sie ihn tötete: „Ich bin kein Dämon. Ich bin ein Mensch“. Beide Frauen springen über das Loch, in dem die getöteten Samurai liegen. Im Sprung der Alten kommt plötzlich Schwarzbild und „Ende“. Es bleibt unklar, ob die alte Frau in das Loch stürzt oder nicht.

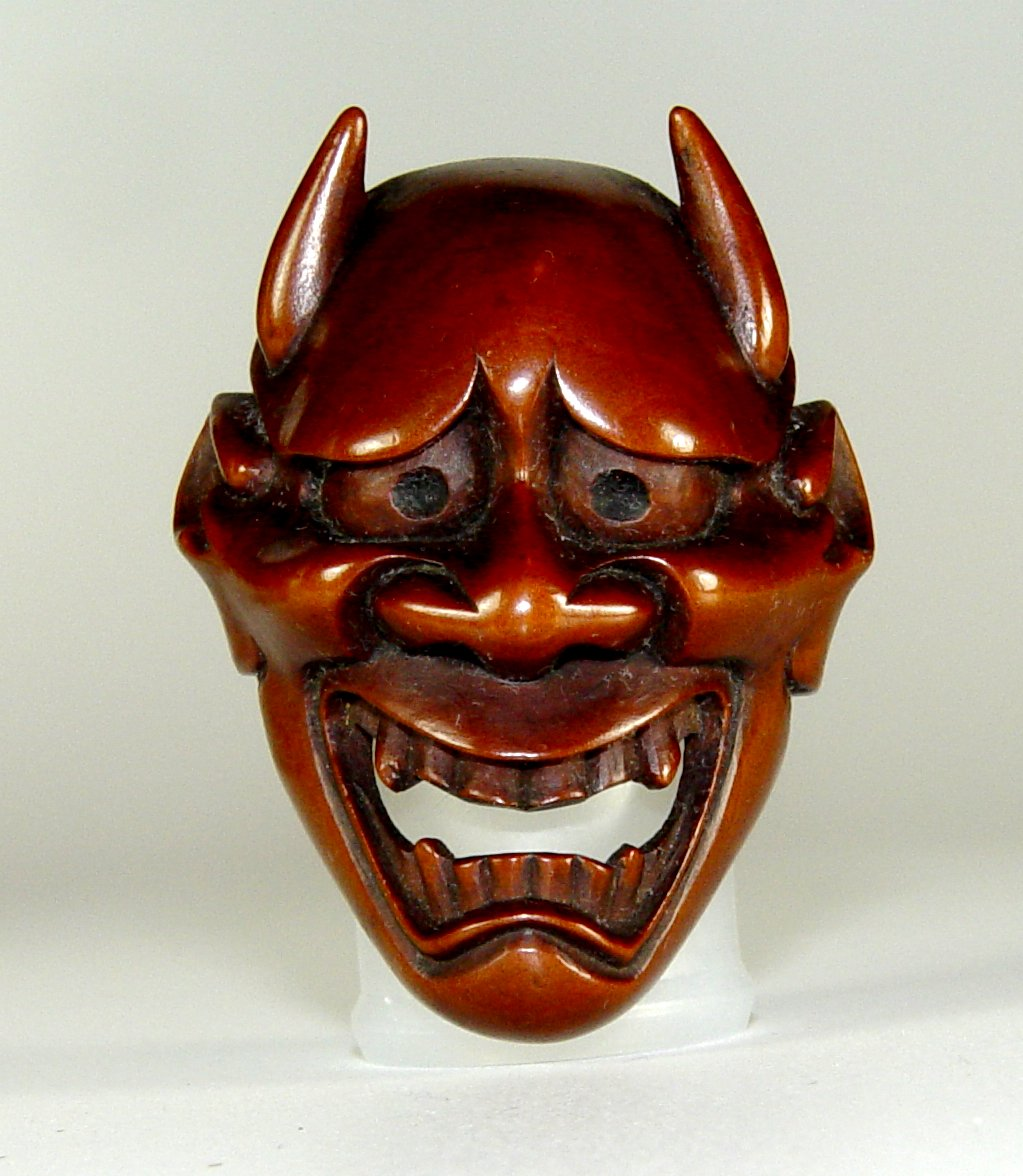
Hannya-Maske

## Hintergrund
Die Handlung des Films ist inspiriert von einer Parabel des Shin-Buddhismus, die Shindō für seine Zwecke umgestaltete. Die im Film getragene Maske ist die Maske der Hannya („bösartige Frau“) des Kichiku-mono, einer Spielart des Nō-Theaters, in deren Mittelpunkt häufig ein Oni (Dämon) steht. Der Originaltitel Onibaba ist eine Kombination aus den Worten Oni (鬼) und Baba (婆, dt. alte Frau).
Onibaba lief am 21. November 1964 in Japan an und wurde 1965 außer Konkurrenz auf den Internationalen Filmfestspielen von Cannes gezeigt. Der Film startete am 22. April 1966 in der BRD und am 22. November 1974 in den Kinos der DDR.
Die Schauspielerin der „alten Frau“ war zum Zeitpunkt des Films 39 Jahre alt, die Schauspielerin der Schwiegertochter 21.

## Kritiken
Das Lexikon des internationalen Films schrieb, dass der Film sich „im Aufbau der Handlung an der klassischen Tragödie“ orientiere und „Bilder von zarter Poesie neben solchen von brutalem Realismus“ stünden. Das Werk vermittle „eine schockierende Anklage des Krieges und seiner demoralisierenden Zwänge“. Jedoch sei die deutsche Synchronisation des Films „mangelhaft“. Der Evangelische Film-Beobachter zog folgendes Fazit: „Trotz einem Übermaß des Schrecklichen sowie – vor allem – Sexuellen bewegt und erschüttert dieser von dem bedeutenden Kaneto Shindo gestaltete Autorenfilm. Empfehlenswert aber nur für reife Erwachsene mit starken Nerven.“
„Erotischer Horrorklassiker, dessen klaustrophobische Atmosphäre inmitten wogender Zebragräser und frenetischer Taiko-Klänge noch heute für Gänsehaut sorgt“, urteilt der Rezensent der Japanischen Botschaft.